# Khodasadevi
Khodasadevi est un comité de développement villageois du Népal situé dans le district d'Achham. Au recensement de 2011, il comptait 3 934 habitants.